# Lichtenau, Sachsen
Lichtenau är en kommun och ort i Landkreis Mittelsachsen i förbundslandet Sachsen i Tyskland. Kommunen har cirka 7 000 invånare.